# Antèlids
Els antèlids (Anthelidae) són una família de lepidòpters glossats del clade Ditrysia. Té 94 especies originàries d'Austràlia.

## Subfamílies
Té les següents subfamílies:
Subfamília Anthelinae6 gèneres i 91 espècies
- Anthela Walker, 1855
- Chelepteryx Gray, 1835
- Chenuala Swinhoe, 1892
- Nataxa Walker, 1855
- Omphaliodes Felder, 1874
- Pterolocera Walker, 1855

Subfamília Munychryiinae2 gèneres i 3 espècies
- Gephyroneura Turner, 1920
- Munychryia Walker, 1865

Gèneres sense assignar
- Aprosita - Arnissa - Colussa - Corticomis - Darala - Dicreagra - Festra - Newmania - Ommatoptera - Pseudodreata